# Tabletterie gallo-romaine
 (février 2017).

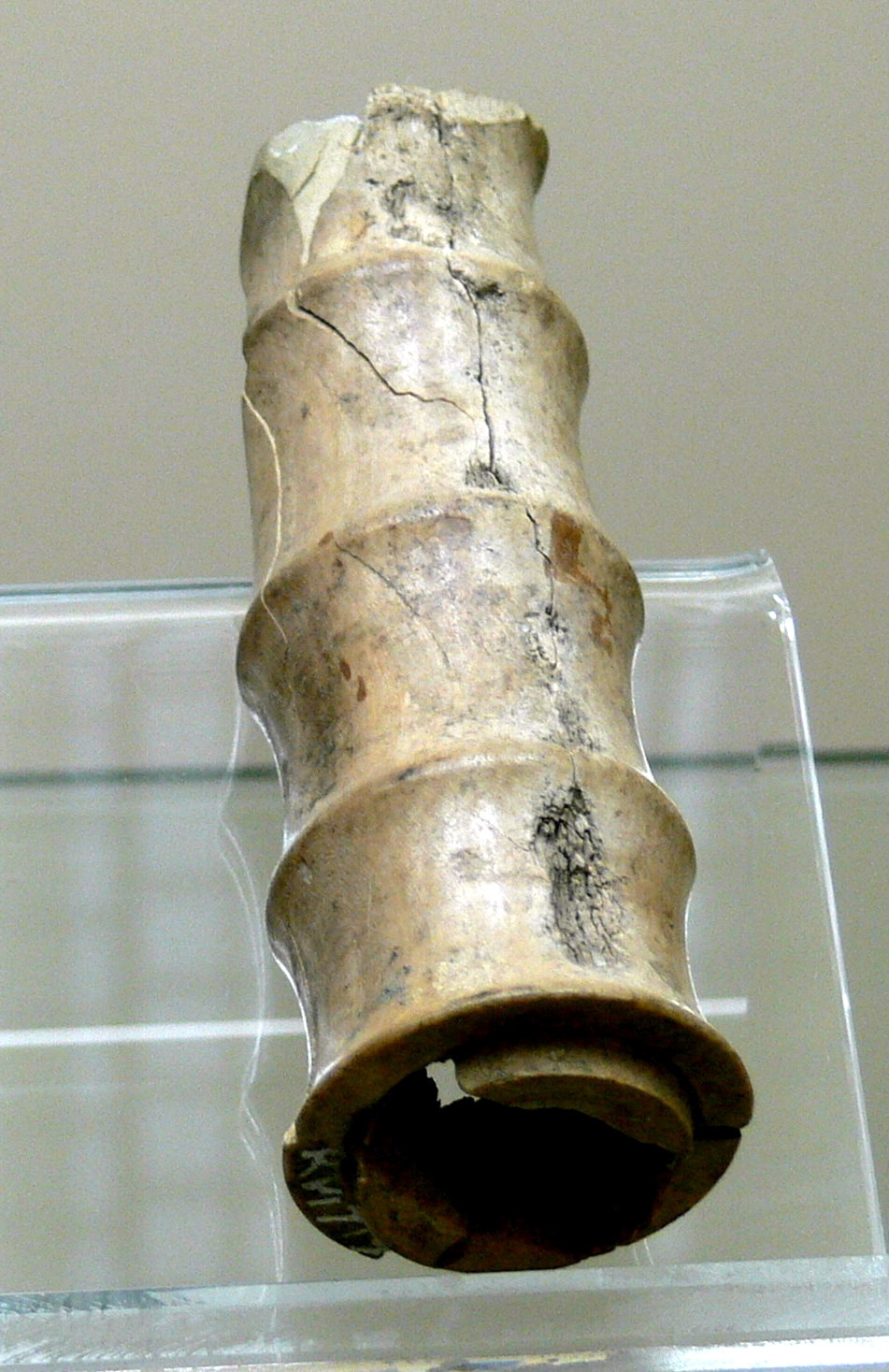
Manche d'un glaive ou spatha en os, Musée Lauriacum, Autriche, IVe siècle.

La tabletterie est le nom moderne donné à l'art de façonner des objets en os. Ceux-ci sont pour la plupart destinés à la vie quotidienne : aiguilles, épingles, peignes, dés, jetons de jeux, etc. C'est à l'époque romaine et gallo-romaine que la tabletterie connaît un développement particulier[évasif] favorisé par l'expansion des villes. À l'Antiquité tardive, la tabletterie fournit même des modèles particuliers[évasif] qui les rendent caractéristiques[Comment ?]. L'artisanat de l'os existe depuis la préhistoire et se poursuit jusqu'au XIXe siècle. Au cours du temps, les techniques ont évolué et les matières premières se sont diversifiées du bois de cerf à la nacre.

## Le métier de tabletier

### La tabletterie et les tabletiers dans la vie gallo-romaine
Les sources à notre disposition sont assez minces. Les auteurs latins ne mentionnent pas cet artisanat et nous ne connaissons pas le mot latin pour désigner la « tabletterie ». Tout du moins avons-nous quelques anecdotes concernant tel ou tel objet en particulier. On ne sait pas si, comme d'autres, les tabletiers étaient organisés en corporations professionnelles. Les études sont donc majoritairement basées sur les découvertes archéologiques qui fournissent un certain nombre d'informations sur ces artisans et leur activité.
Du tabletier nous ne connaissons que ses objets et dans de rares cas, son atelier. La plupart ont été mis au jour dans des agglomérations. En effet, les villes sont non seulement des marchés importants mais aussi de « grosses consommatrices » de viandes de boucherie, donc productrices d'ossements qui constituent la matière première principale des tabletiers gallo-romains.
Les découvertes montrent que les infrastructures nécessaires aux tabletiers sont assez modestes. Sur le site de Champallement dans la Nièvre (France), les archéologues ont mis au jour un petit atelier de 30 m2 donnant sur une rue. S'y trouvait une étagère et deux amphores décapitées servant soit pour la conservation de la matière première, soit pour l'eau. D'autres découvertes montrent que les artisans semblent avoir travaillé sous un porche ou en bordure de rue, dans l'espace public. Au vu de la répartition des ateliers trouvés dans la ville de Paris, on peut même dire que cet artisanat n'était pas rejeté aux marges de la ville mais bien intégré dans l'agglomération.
L'atelier trouvé sur le site d'Alésia (Alise-Sainte-Reine, Côte-d'Or, France) se compose de deux pièces : un atelier et une boutique. Il ouvre sur la rue commerçante du quartier artisanal de l'agglomération. Cet « atelier-boutique » était soigneusement décoré. La boutique contenait une table-comptoir et le sol de l'atelier était fait de briques et de morceaux de tegulae de réemplois. Il y avait aussi une pierre-siège pour l'artisan qui travaillait sur ses genoux. Cet atelier a été daté de la fin du IIIe siècle par les archéologues.
Toutefois les ateliers des tabletiers sont bien moins nombreux que les ateliers de travail du fer ou du bronze. Il semble en tous cas que l'activité des tabletiers ne soit pas parmi les plus prestigieuses. Les tabletiers fournissaient le nécessaire à la vie quotidienne des gens (petit équipement) mais le travail était pénible et peu fructueux.
Les objets étaient façonnés un à un. D'après l'archéologie expérimentale, il fallait une à quatre heures de travail pour réaliser une simple épingle à tête sphérique sans outils mécanisés. La productivité était donc assez faible. De plus, les prix de vente étaient modiques : l'édit du Maximum de Dioclétien (IVe siècle) qui fixe le prix d'un certain nombre de produits, nous révèle que le prix des épingles en os (vendues par quatre) était de moins de trois deniers l'une, ce qui est assez faible.
Une faible productivité, un faible revenu auquel il fallait retrancher le prix de la matière première, le métier de tabletier semble peu heureux, ce qui expliquerait le peu de traces (écrites surtout) laissées par ces artisans. Il existe toutefois une nuance à ce constat. Si le métier de tabletier n'était pas des plus prisés, sa production touchait directement les gens dans leur vie quotidienne, peut-être était-il même indispensable. Dans le « monde rural », les archéologues ont mis au jour dans une villa une annexe où le nombre de déchets osseux atteste d'une activité de tabletterie. Elle était donc directement rattachée à la vie du domaine au même titre que le forgeron. Il n'est pas exclu que certains artisans se soient spécialisés dans la confection de tel ou tel objet (charnière, épingle) dont ils maîtrisaient très bien la technique de fabrication, accélérant ainsi le rendement. Il est enfin tout à fait probable que le tabletier ait établi un commerce qui dépassait le simple approvisionnement des habitants de sa ville. Il est donc primordial de prendre en compte cet artisanat dans l'étude de la société gallo-romaine.

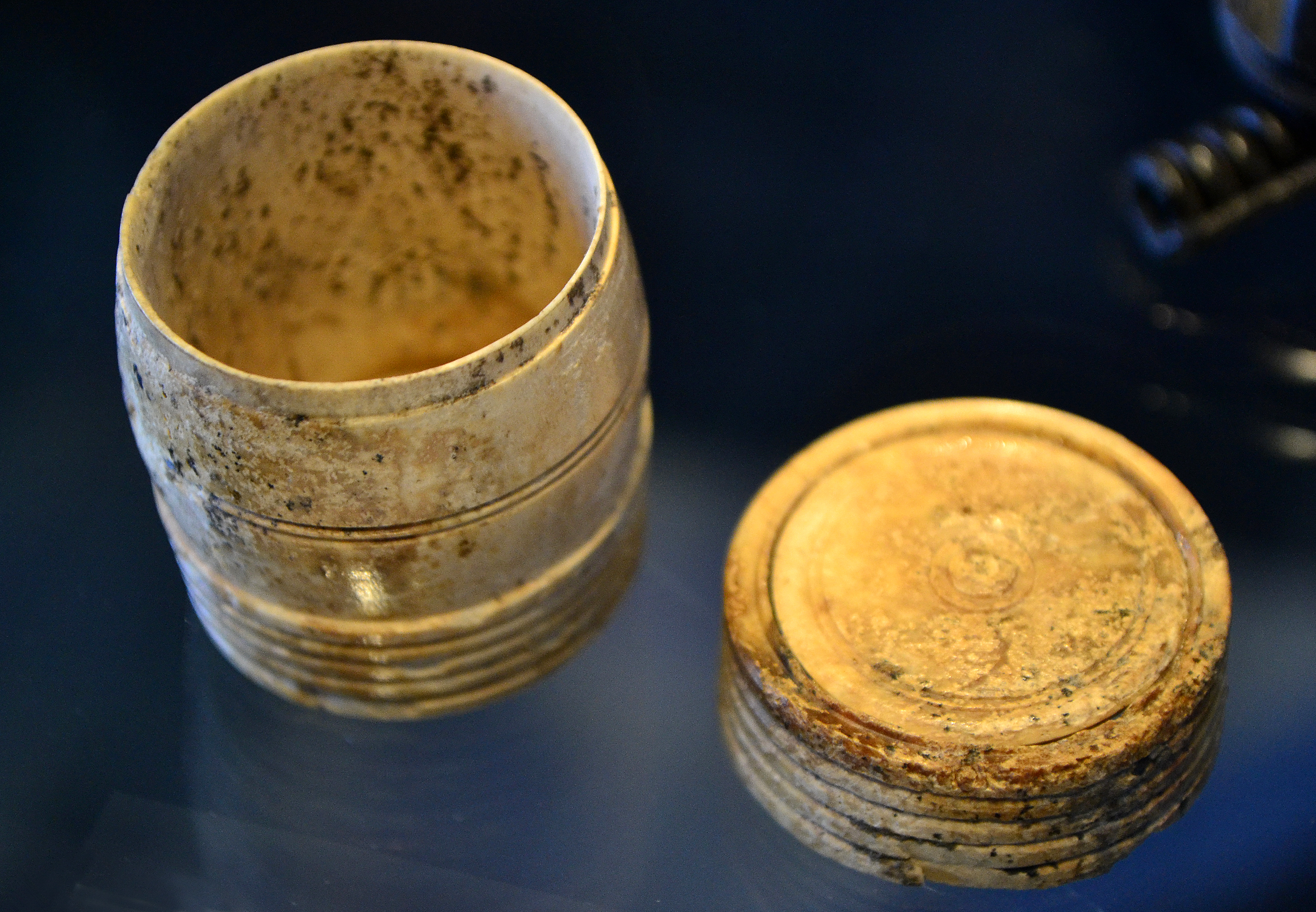
Pyxide (boîte)
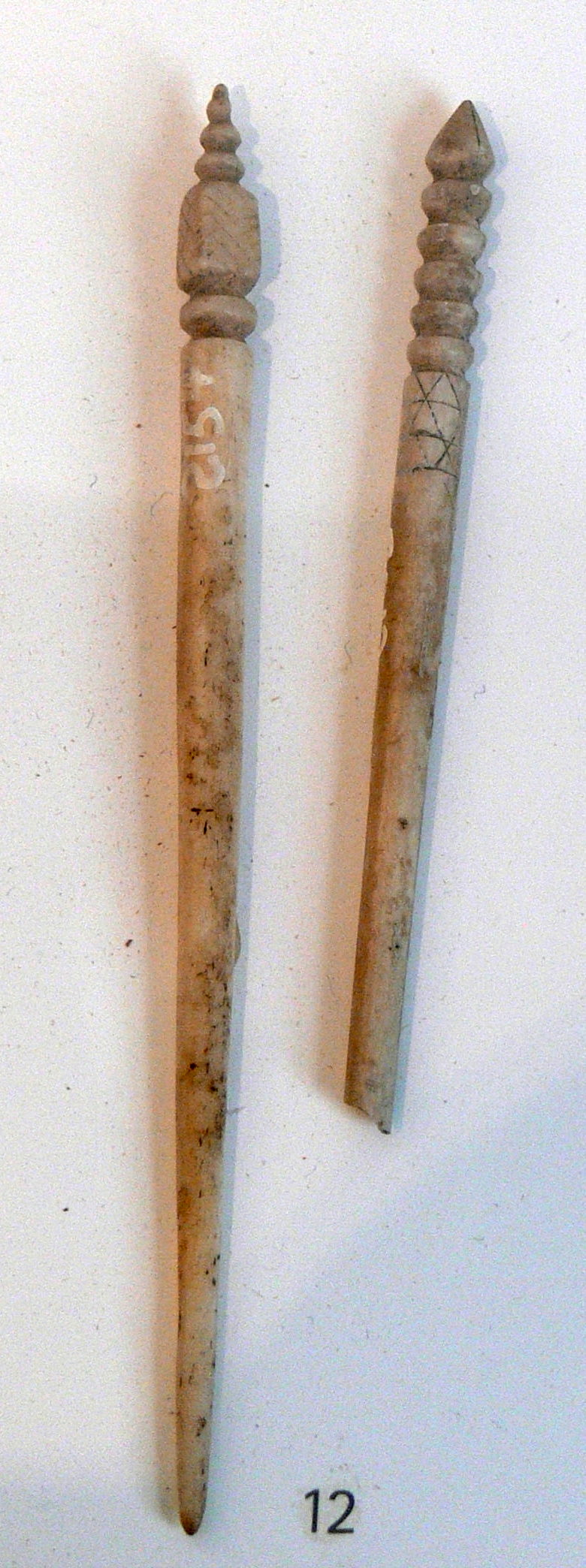
Aiguille à "tricoter"
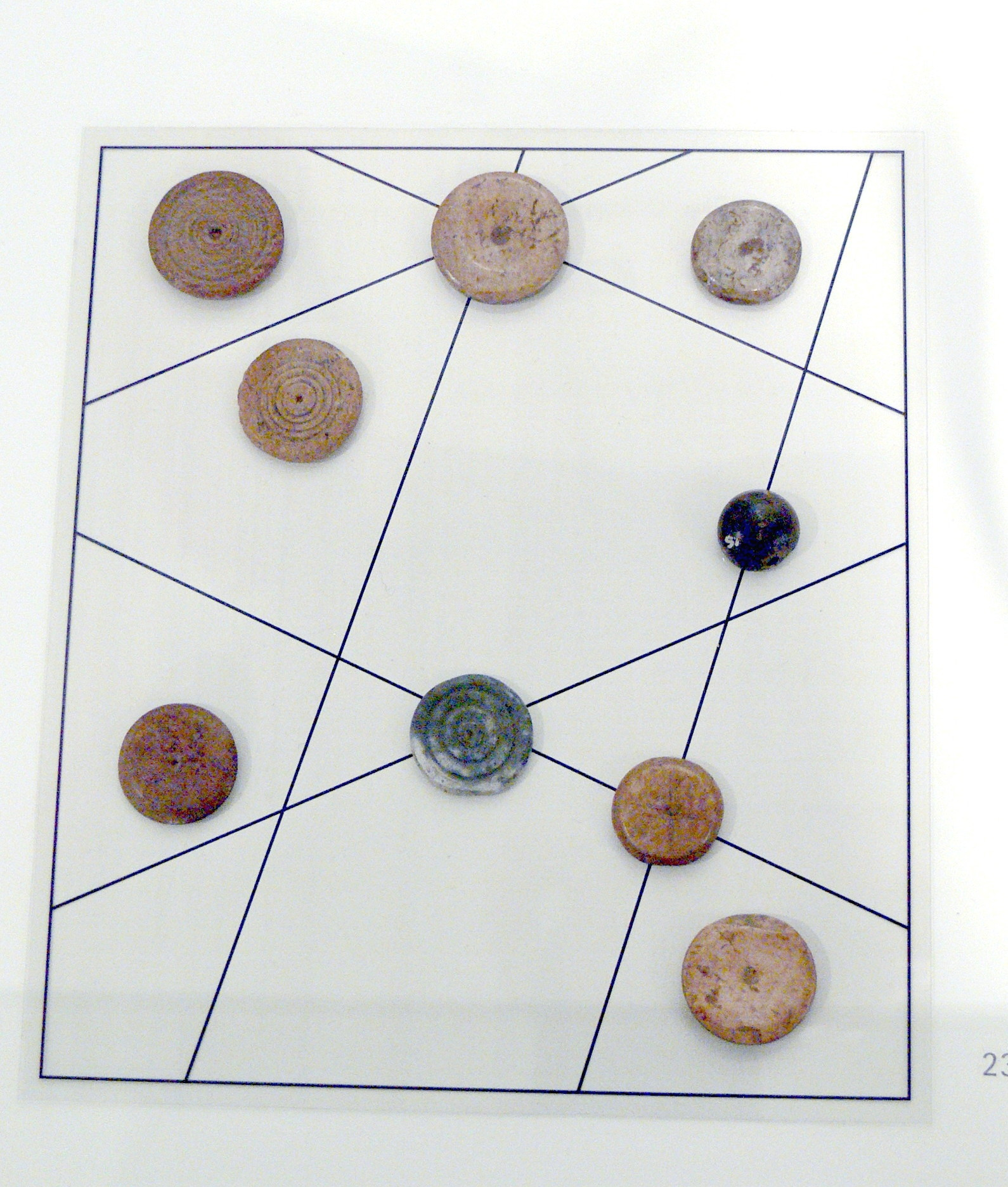
Pions de jeux
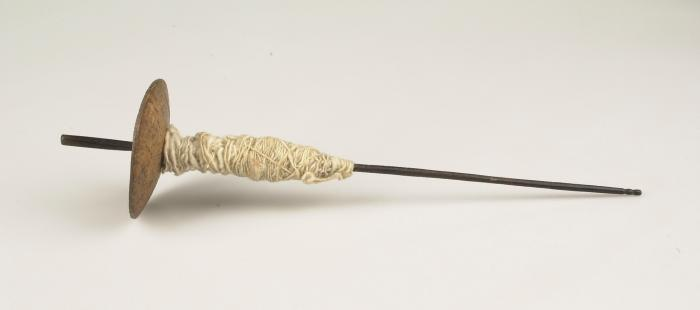
Équipement de filage (Fusaïole et fuseau)

### Le travail de l'os: procédés de fabrication
Les textes sont sporadiques et aucun document iconographique ne nous présente un atelier-type du tabletier travaillant à l'aide d'outils particuliers, une épingle, un peigne, ou dégrossissant la matière première.

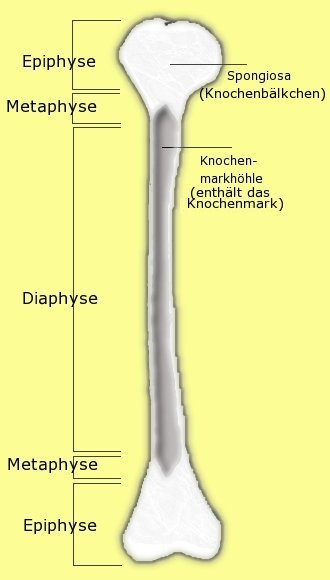
Schéma des différentes partie de l'os long.

Pourtant grâce à l'Archéologie, les chercheurs ont pu reconstituer la chaîne de fabrication et restituer les outils correspondants. À l'époque gallo-romaine, le choix en matière première est plus restreint qu'à la préhistoire mais il correspond beaucoup mieux à l'utilisation qu'il veut en faire. C'est l'os, os compact, et le bois de cervidé qui sont utilisés. On employait différents types d'os selon l'objet que l'on souhaitait réaliser : les côtes de bœufs, par exemple, pour faire des "lames" de peignes à usage artisanal. Les métapodes de petite taille étaient utilisés pour faire des pointes et des poinçons. Le bois de cervidé enfin, était fréquemment utilisé pour faire des manches de couteaux, d'outils ou des objets de parures comme des perles. Dans le plus grand nombre de cas toutefois, ce sont les os longs des grands herbivores (chevaux, cerfs et surtout bœufs) qui ont fourni la matière première. Ce sont les traces laissées sur ces os lors de leur travail, qui attestent l'emploi d'un certain nombre d'outils qui étaient à peu près les mêmes que ceux utilisés pour le travail du bois. Les nombreuses chevilles, épingles, peignes, baguettes de toutes sortes et de toutes formes ont été taillés dans ces os : radius, humérus, tibia...
Quelques contraintes étaient à prendre en compte par l'artisan. En effet, la structure de l'os se développe à partir de son centre vers les extrémités, contrairement au bois qui se développe dans une seule direction. L'avantage de l'os sur le bois est qu'il est imputrescible et beaucoup plus solide.
Il fallait d'abord décharner l'os à la main ou en le faisant bouillir, ce qui devait dégager une forte puanteur. Seule la diaphyse (partie centrale de l'os) était utilisée, on dégageait les épiphyses (extrémités) de nature spongieuse donc inutilisables. Ceci donnait, à la fin, une surface de travail de 10 à 15 cm sur un os creux, le volume de matière exploitable pouvant être réduit par les canaux naturels de paroi (les foramen) ou les malformations éventuelles.
Une fois la diaphyse bien dégagée, on passait à la réalisation de l'objet. À l'époque gallo-romaine, il existait trois méthodes :
- Le façonnage : on divisait d'abord la diaphyse en un certain nombre de baguettes ou matrices dites paraxiales car tirées de la paroi de l'os. L'artisan établissait ensuite un plan de découpes pour obtenir des matrices correspondant le plus possible, par la forme et le volume, à l'objet conçu. Puis, la matrice était mise en forme et ajustée en sciant les parties inutiles à l'aide de planes, de râpes et de limes. L'artisan dégageait ensuite une forme de plus en plus proche de l'objet recherché, d'abord par enlèvements larges puis par facettage fin[N 12]. L'état final était obtenu par polissage avec une lame raclante ou un abrasif dont nous ne connaissons pas la nature.

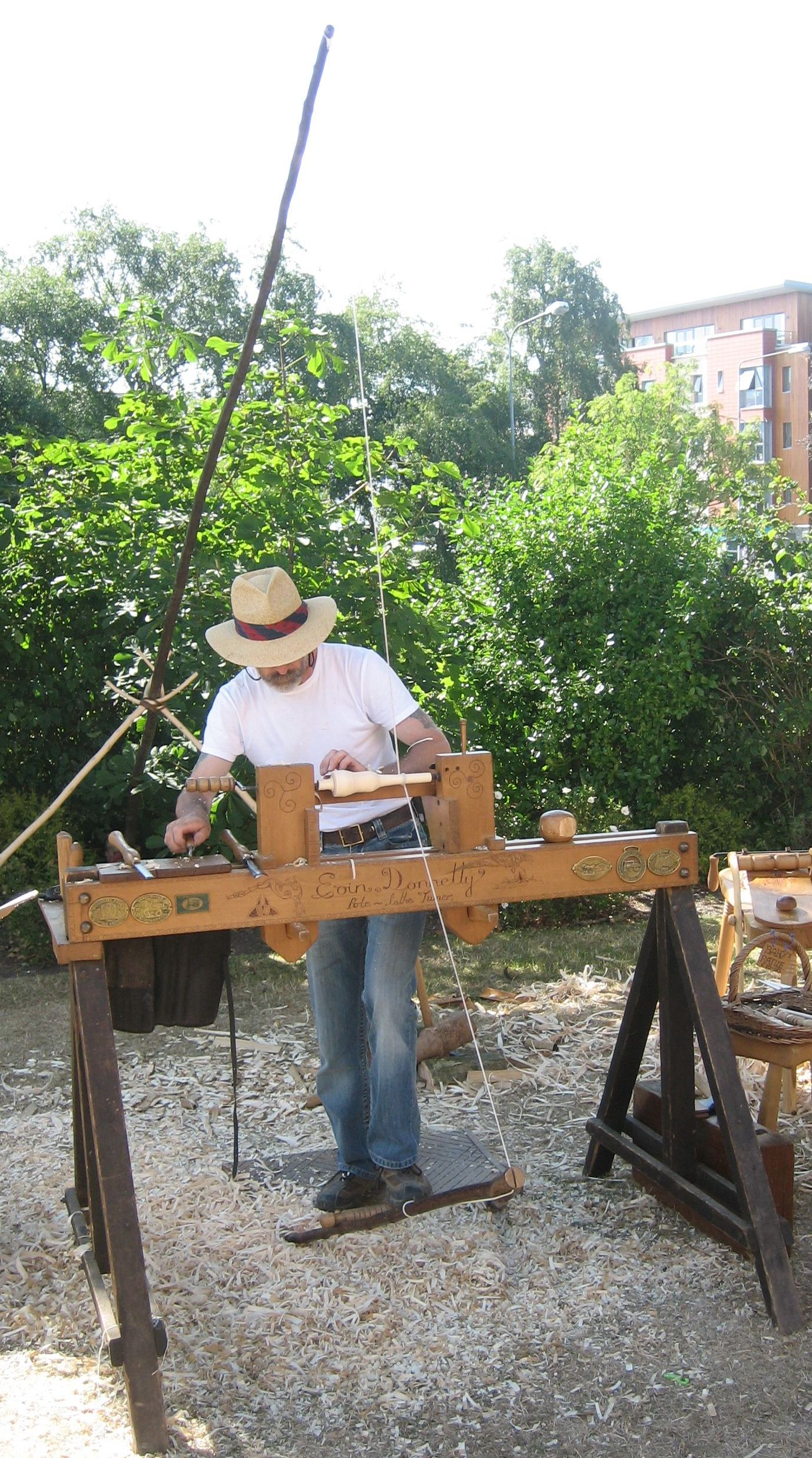
Reconstitution d'un tour à pédale. Archéologie expérimentale.

- Le tournage : les traces sur certains objets prouvent l'utilisation du tour dont Pline attribue l'invention à Théodore de Samos. Il s'agit sans doute du tour à archet maniable par un seul homme. Historiquement, un seul modèle est attesté dans l'antiquité : il est constitué de deux blocs de bois, l'un fixe, l'autre mobile, entre lesquels la matrice, préalablement dégrossie, était fixée à l'aide de pointeaux métalliques. La matrice était ensuite mise en rotation par l'archet alternativement en avant et en arrière, l'artisan n'opérant que quand la matrice tournait vers lui. Le tourneur appliquait sur la surface de l'ébauche en os, la lame d'un ciseau dont le profil était adapté au motif qu'il désirait créer. Une fois la matrice terminée, les parties inutilisées étaient détachées par sciage. Ce sont ces débris, reconnaissable à leur surface facettées et la présence d'un trou de pointage à leur extrémité qui témoignent de l'utilisation du tour sur un site archéologique. Il s'agit donc ici d'un procédé d’enlèvement mécanique qui permet d'obtenir, contrairement au façonnage manuel, des volumes parfaitement réguliers sur tout le pourtour de l'objet. Les tabletiers gallo-romains ont beaucoup utilisé ce procédé.
- Le forage : certaines productions nécessitaient le forage de l'os, soit longitudinalement, soit transversalement (une charnière par exemple). Pour cela, les artisans gallo-romains utilisaient le trépan à archet, sorte de perceuse qui existait déjà depuis longtemps[N 13]. Il se composait d'un manche porteur à son extrémité, cavité cylindrique dans laquelle venait s'emboîter et tourner librement un porte-mèche. La corde de l'archet s'enroulait autour de ce porte-mèche. Les pointes de ces dernières étaient de différentes formes et devaient être mouillées ou sablées pour accroître leur performance. Le maniement du trépan à archet suppose que l'objet travaillé soit fermement maintenu par un étau. Tout cela prenait du temps. Il fallait que l'artisan dispose à ses côtés, du moins à proximité, d'un lieu de stockage pour sa matière première et ses outils, un espace réservé au tour s'il en avait un, une aire de travail pour le facettage le plus fin et de quoi stocker ou jeter les déchets. Enfin, il lui fallait un espace pour présenter ses produits et les vendre. La manière dont étaient présentés les objets est inconnue : on suppose les épingles dans des pots, ou les peignes étalés les uns à côté des autres. La tabletterie est aujourd'hui considérée comme faisant partie de l'art et de l'artisanat gallo-romain. Les objets peuvent donc fournir des informations sur le goût des populations, la mode, puisque ce sont des objets de toilette pour certains.

## Exemple de production: épingles et peignes
Les épingles et les peignes sont des objets destinés à la coiffure qui sont un bon reflet de la production des tabletiers, notamment à l'Antiquité tardive.
Tous les savants ouvrages capillaires des dames romaines ne se conçoivent pas sans l'utilisation d'un grand nombre d'épingles et l'usage de peignes pour assujettir la chevelure. Dans la société romaine c'est l'ornatrix, coiffeuse professionnelle au service des grandes dames, qui s'occupait de cet ouvrage. Si donc les dames de l'élite gallo-romaine voulaient être à la mode lancée par l'impératrice, il leur fallait des épingles et des peignes car, en l'absence de nos élastiques modernes, ces dernières devaient être un mode de fixation des plus courants et assez pratique.

### Les épingles

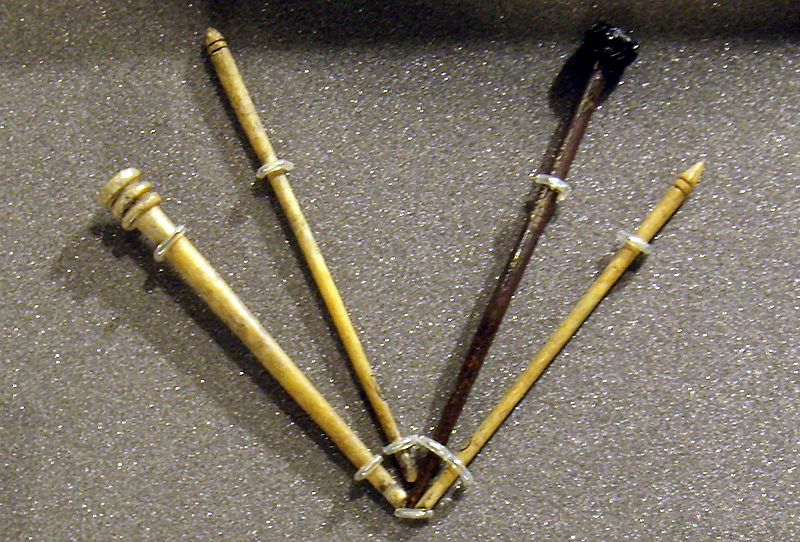
Epingles à tête sans décor et "Unica" du site romain de Chichester, Angleterre.

Sur les sites archéologiques, ce sont les épingles et leurs ébauches qui sont retrouvées en plus grand nombre. Il s'agit donc d'une grande part de la production du tabletier.
Il existe quatre grands types d'épingles : les épingles sans décor, les épingles à tête géométrique, les unica et les épingles à tête anthropomorphe. En effet, seules les têtes étaient sculptées, les pointes restaient lisses pour remplir pleinement leur usage.

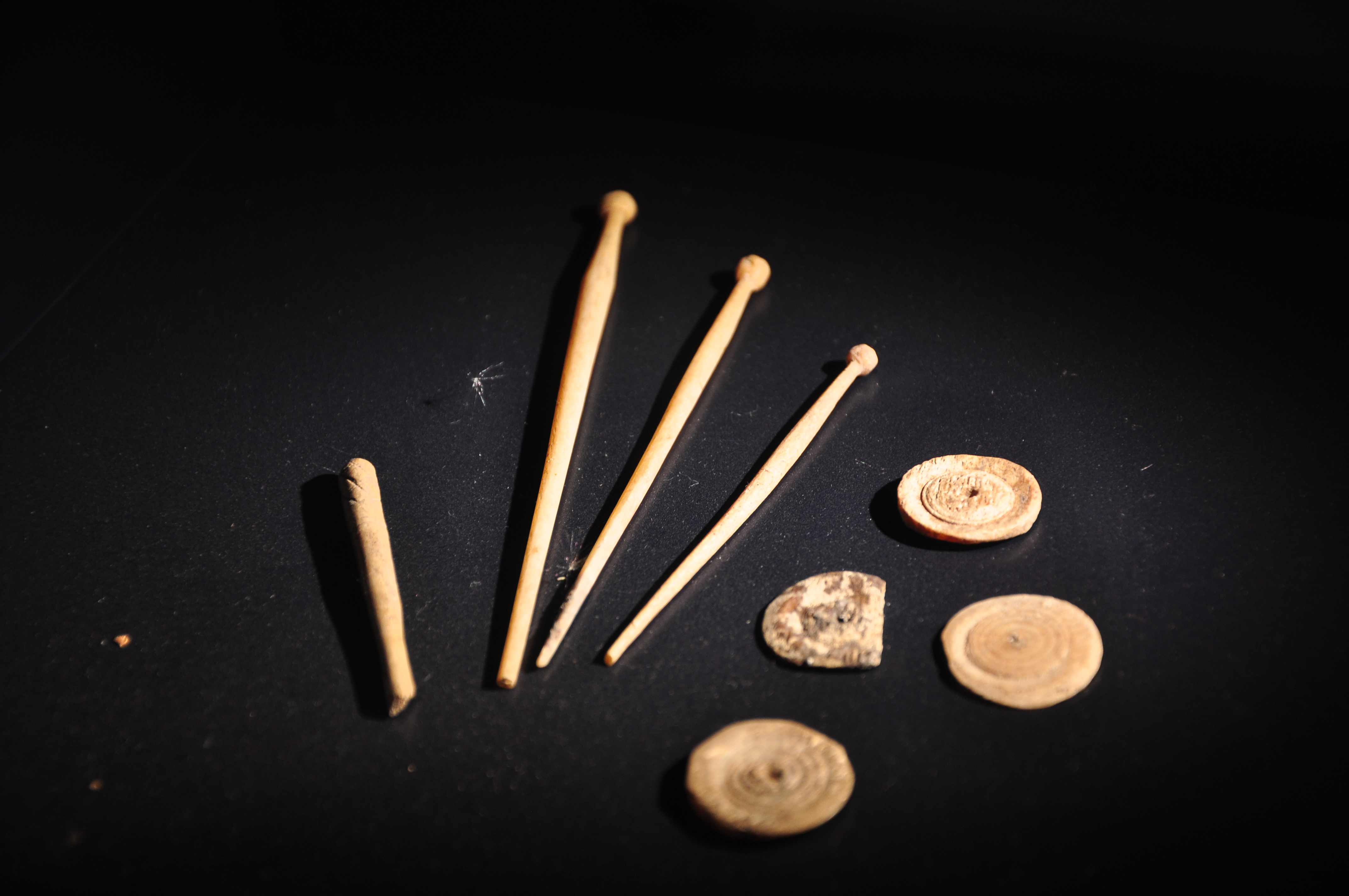
Epingles à tête géométrique du site romain de Turicum (Zürich, Suisse).

- Les épingles dites "sans décor" sont d'un façonnage aisé et sont moins fragiles que les autres. Il s'agit d'une sorte de modèle de base, forme la plus ancienne à avoir été produite. Ces épingles perdureront jusqu'au IVe siècle. C'est le type d'épingle le plus courant dans tout l'Empire romain d'occident.
- Les épingles à "têtes géométriques" se déclinent en une multitude de types. Pour en donner quelques exemples :
  - Les épingles dites "cunéiformes", généralement datées du IIe au IVe siècle, ont un aspect général qui évoque un clou à tête large. Ce type est bien connu en Gaule et il semble que le modèle en os ait été précédé d'un modèle en métal.
  - Les épingles à "têtes globulaires" sont aussi très répandues sur tous les sites gallo-romains, datés de la conquête romaine de la Gaule jusqu'au Ve siècle. La tête affecte la forme d'un sphéroïde plus ou moins régulier, volume assez simple à réaliser.
  - Enfin, les épingles à "têtes bulbiformes" retrouvées dans une grande partie de l'Empire romain, présentent un décor évoquant un bulbe d'oignon et sont datées du IIIe au Ve siècle.
- Sous le type d'épingles dites "Unica", les chercheurs ont voulu regrouper un certain nombre d'épingles qui se distinguent des autres par quelques traits originaux. Ces modèles sont peu courants dans l'ensemble de la tabletterie gallo-romaine. Ces objets sont le témoin que les artisans de cette époque n'étaient nullement prisonniers d'une typologie répétitive et qu'ils savaient développer des créations plus variées et plus complexes, probablement sur commande[N 16].
- Les épingles à "tête anthropomorphe" représentent un groupe bien particulier. Outre la représentation de membres du corps tels que des mains tenant un fruit ou une main suivie d'un poignet orné d'un bracelet, cette "famille" se caractérise par des épingles à têtes figuratives représentant un buste féminin (Ier - IVe siècle), portant des coiffures qui suivent généralement l'évolution générale de la mode[N 17]. Leurs caractères morphologiques et leur diffusion sont étroitement liés à la propagation d'un type de coiffure particulier. En effet, l'utilisation d'épingles est plus ou moins visible selon la coiffure, ce qui suggère un lien étroit entre la coiffure représentée sur les épingles à buste de femme et son modèle en vogue à une époque donnée. Ce type d'épingle n'est pas aussi courant que les épingles précédentes mais il nous fournit beaucoup d'informations sur l'importance de cet accessoire.

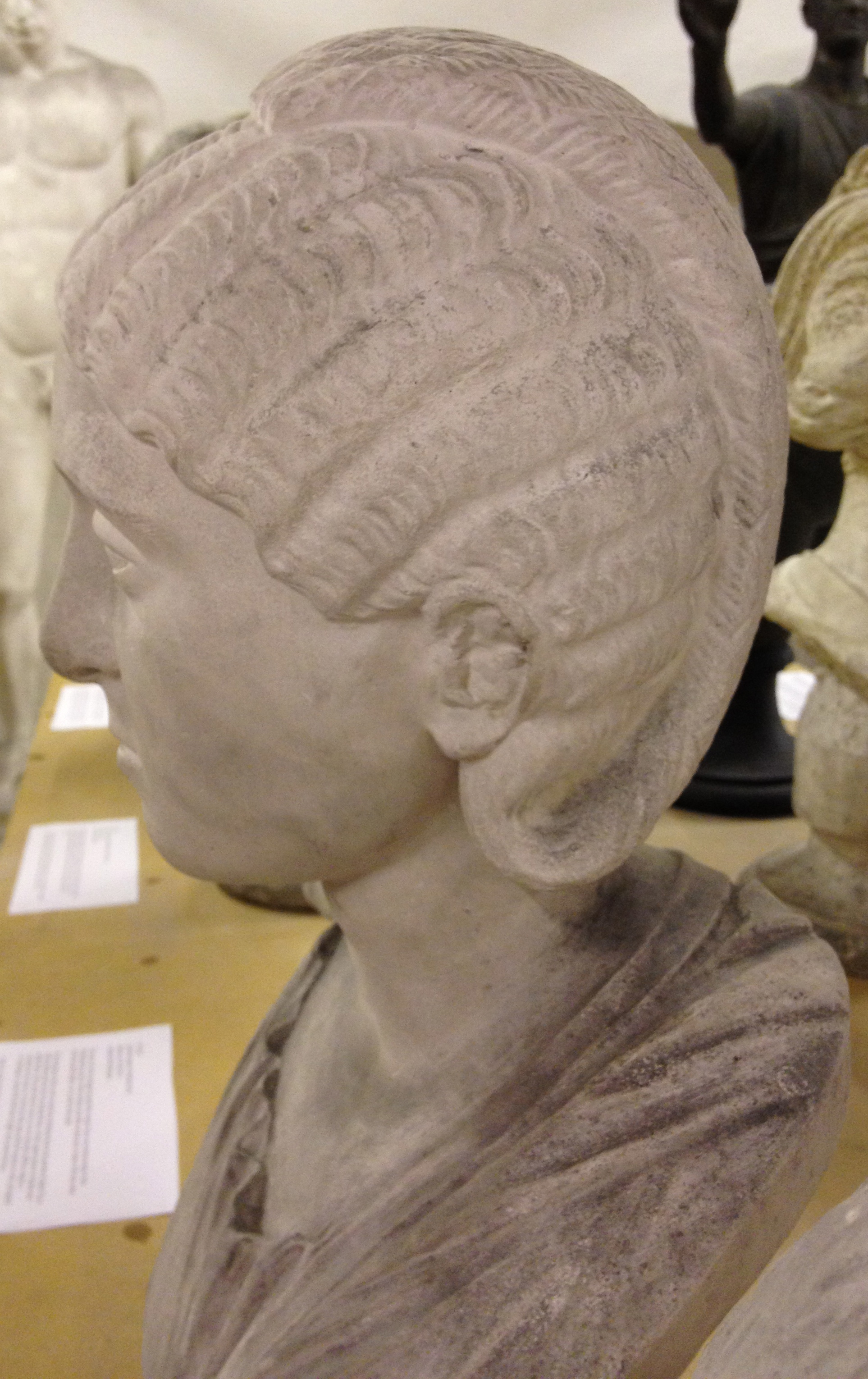
Coiffure romaine en "cimier de casque". Buste de Sabinia, épouse de l'empereur Gordien III (fin IIIe siècle).

Au sein de la famille des épingles à tête anthropomorphe, se trouve une série bien individualisée, caractéristique de l'Antiquité tardive.
- Les épingles à "tête anthropomorphe stylisée"[N 18], forment un groupe homogène singulier, facilement reconnaissable, dont le sommet représente une tête fortement stylisée. Elles ont une facture fortement simplifiée et la gravure des traits du visage (nez, bouche) est à peine esquissée par des méplats sommaires et des incisions plus ou moins profondes. L'arrière de la tête est marqué par un simple pan coupé en biais, très caractéristique, sur lequel la chevelure est représentée simplement par des incisions verticales ou en biais. Elles se différencient des épingles à bustes féminins figuratifs par une grande stylisation de la figure humaine ce qui les éloignent des canons plus classiques de l'art antique. C'est en ce sens qu'elles sont identifiables et intéressantes.

Au sein de ce même type, il existe des variations dans l'agencement des diverses encoches mais ces manières sont contemporaines et peuvent être trouvées dans un même contexte.
Ainsi, même s'il y a une unicité du modèle, il ne s'agit pas d'une standardisation du modèle figuratif existant mais bien d'un modèle à part entière.
La plupart de ces épingles ont été trouvées dans un milieu urbain et dans un espace géographique restreint. L'espace correspondant s'étend entre le Rhin et le Bassin parisien. La distribution est centrée "historiquement" sur les provinces du Diocèse des Gaules. Ce fait met en évidence la manifestation d'un '"régionalisme culturel" sans pour autant distinguer une culture homogène par le biais de ces épingles. L'aire chronologique est aussi restreinte. Les formes les plus précoces datent de la seconde moitié du IIIe siècle (Site de Saint-Germain-Laxis, Seine-et-Marne, France). On trouve ces épingles jusqu'au IVe siècle, début Ve siècle. La chronologie correspond à l'apparition et à la diffusion de la coiffure en "cimier de casque", ces épingles seraient donc la schématisation à l’extrême des épingles à buste féminin portant cette coiffure.
Les sources écrites, iconographiques et les découvertes archéologiques fournissent un témoignage sur l'utilisation des épingles à l'époque gallo-romaine. Généralement, les épingles sont considérées comme consacrées à la chevelure.

« Une boucle, une seule, était fautive, de toute la couronne formée par les cheveux : une épingle mal fixée n'avait pas tenu (...) »

Outre l'information sur le délicat travail de l'ornatrix, cette phrase tirée des épigrammes de Martial, atteste de l'utilisation de l'épingle comme moyen de fixation. Ovide dans l'Art d'aimer, dit aussi, en parlant d'un homme, qu'on se servait d'épingles pour maintenir les cheveux plaqués sur les tempes. Sur les documents iconographiques malheureusement, seules les épingles de grande taille sont représentées, les modèles les plus courants n'apparaissent généralement pas. Les textes parlent aussi de l'acus discriminalis, l'épingle qui sépare dont se servait l'ornatrix pour pratiquer des raies dans la coiffure. On utilisait aussi les épingles pour enduire la peau et les cheveux d'onguents et de parfum. Toutefois la question de la fonction est toujours en suspens car ces usages particuliers ne semblent pas pouvoir expliquer le grand nombre d'épingles retrouvées. Les exemplaires en os sont trop fragiles et trop épais pour avoir servi à maintenir le vêtement. L'hypothèse de l'emploi des épingles dans les coiffures reste la plus vraisemblable
L'épingle est un objet banal de la toilette et de la coiffure féminine. Elle s'est toutefois progressivement chargée d'une signification dépassant le caractère prosaïque de son usage. Généralement, elle est considérée comme le symbole du statut et du rôle social de la femme. Les classes les plus riches de la société affirment par leur biais, entre autres, leur position privilégiée et leur aisance matérielle en acquérant des épingles en matériaux précieux. Certaines épingles étaient offertes en cadeau de mariage. Porter une épingle à tête anthropomorphe figurative, représentant un buste d'impératrice, permettait d'afficher son lien avec la cour impériale, ou plus localement une épingle à tête anthropomorphe stylisée, avec les traditions provinciales retrouvées.

### Les peignes

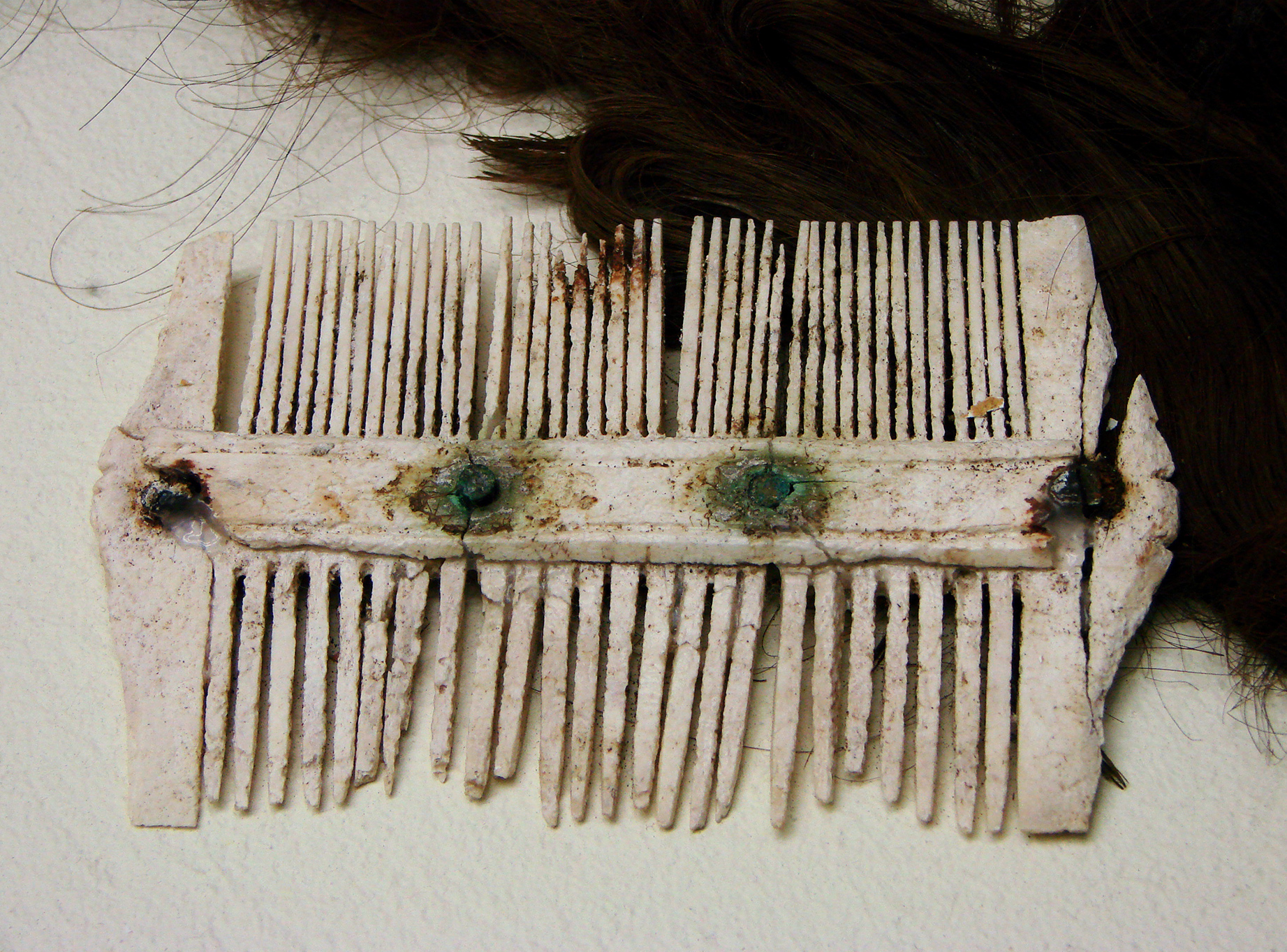
Peigne gallo-romain à deux rangées de dents, Reims, France.

Le peigne traditionnel des Romains, pecten, était monobloc, rectangulaire, avec les petits côtés généralement en arc de cercle ou en accolade. Les dents, plus fines sur un bord que sur l'autre, étaient ménagées sur les longs côtés. Les peignes pouvaient être en bois ou en métal, seuls les petits peignes étaient en os car le matériau n'offre pas suffisamment de surface. Dans l'Antiquité tardive, une autre culture est à prendre en compte dans l'étude du peigne en os : les populations germaniques. Avec leur arrivée en Gaule notamment, les peignes en os se développent. En effet, le peigne est un des rares produit de la tabletterie qui ait fait l'objet d'une production importante chez ces peuples, au sein de leur culture traditionnelle. On les retrouve fréquemment dans les tombes ce qui atteste de leur valeur.

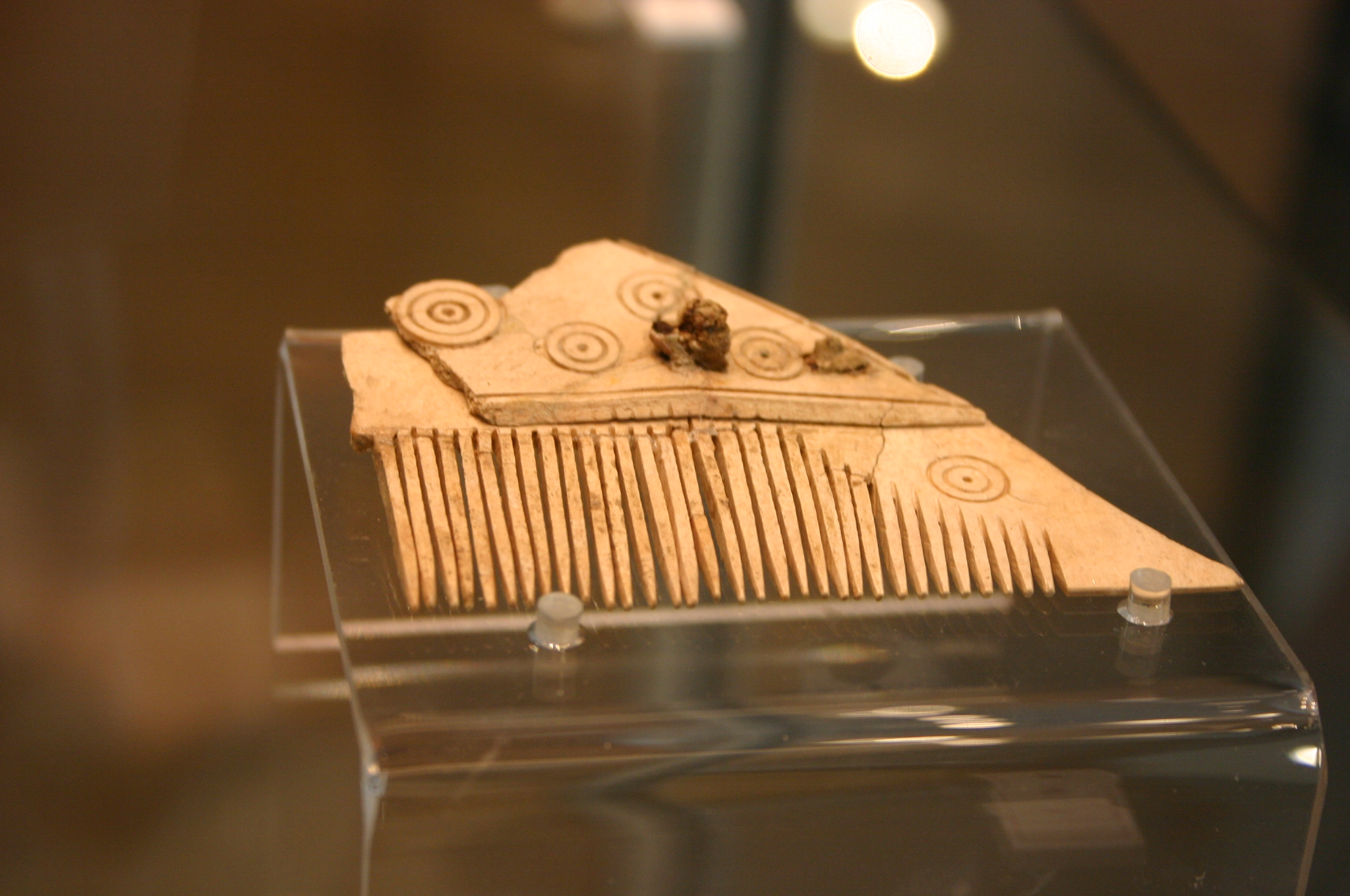
Peigne à une seule rangée de dents, orné d'ocelles, Milan, Italie, IVe siècle-Ve siècle.

Les Germains apportent un nouveau type de peigne, caractérisé tant par la technique mise en œuvre que par la forme. Ce nouveau type consiste en l'assemblage de "plaquettes" de petites dimensions, mises côte à côte de manière à reproduire la forme générale du peigne. Sur ces plaquettes on place deux traverses (une sur chaque face) et le tout est assujetti par rivetage. Ce mode de fixation consiste à enfoncer de petites tiges métalliques dans les orifices préalablement forés au travers des pièces et à en écraser les têtes de chaque côté. L'ustensile était ensuite parfait en amincissant, par abrasion, les bords qui devront porter les dents. Celles-ci sont taillées à la scie qui laisse de petites entailles verticales sur la traverse. Le décor était gravé avant le rivetage, car les rivets ont souvent transpercé les motifs.
Il existe deux types de peigne de conception germanique :
- Le "peigne à une seule rangée de dents" qui possédait un dos arrondi, en demi-cercle, en fronton plus ou moins accentué ou encore en "chapeau de gendarme". Sur ce type, les traverses sont remplacées par des plaques appelées "joues", dont la forme recouvrait exactement celle du dos jusqu'à la racine des dents.
- Le "peigne rectangulaire à deux rangées de dents" dont les traverses étaient des baguettes de section, en général, planiconvexe, assujetties le long de l'axe longitudinal du peigne. Les dents, ménagées sur les bords, sont plus fines d'un côté que de l'autre.

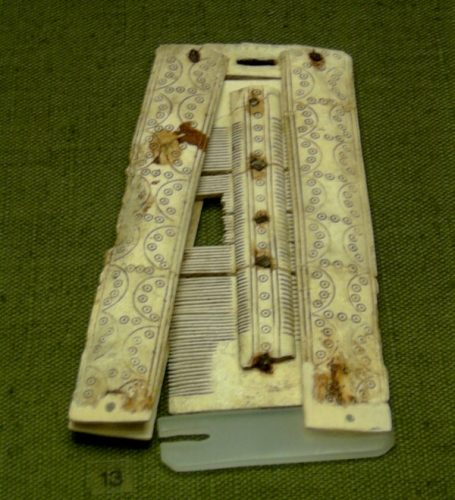
Etui de peigne en os décoré d'ocelles, VIIe siècle.

Les Gallo-romains ont adopté ces différents modèles de peigne, leurs exemplaires se distinguant par la variété des décors. Les motifs composent majoritairement un ornement soigné exploitant toutes les possibilités du cercle pointé ou "ocelle". Ces cercles sont simples ou doubles, voire multiples, cercles alignés, groupés, tangents ou imbriqués en tresses, le plus souvent dans un encadrement de fines rainures en faisceaux. L'ornementation est en général identique pour les deux faces du peigne. Les artisans gallo-romains ont aussi introduit des modifications telles que l'usage du cuivre et du bronze à côté du fer pour les rivets.
Enfin, comme les dents sont une partie fragile du peigne, on entreprit de les protéger par une sorte de fourreau formé de deux plaques rectangulaires réunies par rivetage à chacune de leurs extrémités. Cet étui venait se plaquer en force contre la traverse ou la joue. Sa décoration, souvent foisonnante, était identique à celle du peigne, notamment la forme des petits côtés pour les peignes à deux rangées de dents.
À usage domestique, les peignes pouvaient être utilisés par les femmes comme par les hommes.
Au-delà de leur aspect esthétique, les épingles et les peignes offrent une certaine image de la société gallo-romaine. On perçoit comment les Romains ont diffusé leur mode de vie ainsi que leur art, dans le cas des épingles à buste figuratif, par exemple. Ces objets témoignent également du phénomène des confluences culturelles dont l'empire est tributaire. Les peuples germaniques par exemple, introduisirent une nouvelle culture à leur arrivée sur nos territoires, un nouveau savoir-faire, l'exemple des étuis de peigne est flagrant. Il existe en effet des plaques d'étuis à décor zoomorphe. Les petits côtés forment une tête de rapace stylisée, thème que la population germanique a acquis au contact des populations d'Asie centrale telles que les Scythes. Ce thème est souvent associé au motif d'ocelles, typiquement gallo-romain. Les épingles et les peignes, au-delà de leur simple fonction "pratique", contribuent à construire une histoire de l'art et de l'artisanat gallo-romain.